# Steenuilke
Steenuilke is een Belgisch bier van hoge gisting.
Het bier wordt gebrouwen in Brouwerij De Ryck te Herzele.
Het is een blond bier met een alcoholpercentage van 6,5%. Dit bier werd initieel gebrouwen in opdracht van het Regionaal Landschap Vlaamse Ardennen  (RLVA) naar aanleiding van het steenuilproject. Op heden heeft het RLVA geen band meer met dit bier, noch komt het enigszins ten goede aan een natuurproject. Het is een hoppig bier met drie kruiden uit de Vlaamse Ardennen. Steenuilke behaalde een zilveren medaille op de European Beer Star 2011 te Neurenberg in de categorie Belgian Style Ale.